# 瓦弄镇
瓦弄镇為印度阿鲁纳恰尔邦安娇县管理的一个小镇。此镇辖境完全位于中印争议领土（中国所称“藏南地区”）之內。虽然印度實際管辖瓦弄，但中华人民共和国一直主张对瓦弄鎮拥有主权，並在行政区划上划归西藏自治区林芝市察隅县。
该镇位于察隅县东南方向，目前距中印边境实际控制线约20公里。清末川军入藏时曾留下遗迹，勒卡玛坝子的西南角雪山峭壁上，有清朝驻藏大臣赵尔丰留下的巨型勘定国界文字。1962年中印边境战争中，中国人民解放军曾于11月对瓦弄地区境內的印度武装部队发动攻击，并短暂占领瓦弄地区。后来再度被印度夺回至今。瓦弄之战造成642名印度士兵和752名中国士兵死亡。